# Sunao Yoshida
Pour les articles homonymes, voir Yoshida.
 (juillet 2025).
Si vous disposez d'ouvrages ou d'articles de référence ou si vous connaissez des sites web de qualité traitant du thème abordé ici, merci de compléter l'article en donnant les références utiles à sa vérifiabilité et en les liant à la section « Notes et références ».
Sunao Yoshida (吉田 直, Yoshida Sunao), né le 24 octobre 1969 dans la préfecture de Fukuoka et mort le 15 juillet 2004 , est un romancier japonais. 
Il a notamment écrit la série de romans Trinity Blood qui fut par la suite adaptée en manga (pré-publiées dans le magazine shôjo Asuka Comics) et en anime (24 épisodes). Sunao Yoshida est mort d'une congestion pulmonaire, juste après avoir annoncé l'adaptation en anime de sa série.